# Gordon Memorial College
Le Gordon Memorial College est un ancien établissement d'enseignement au Soudan, quand c'était encore une. Il a été construit entre 1899 et 1902 dans le cadre des vastes réformes de l’éducation de Horatio Herbert Kitchener. Nommé ainsi en hommage au général de l'armée britannique Charles Gordon, tué lors du soulèvement du Mahdi en 1885, il est officiellement ouvert le 8 novembre 1902 par Kitchener lui-même. En 1951, le collège fusionne avec la Kitchener School of Medicine (en) pour créer l'University College Khartoum, qui devient l’université de Khartoum.

## Historique
Les premiers élèves entrés dans l’école en 1903 étaient des écoliers du primaire. En 1905, des cours d'enseignement secondaire destinés aux assistants ingénieurs et aux arpenteurs-géomètres sont ajoutés et, en 1906, un cours de quatre ans destiné à la formation d'enseignants du primaire est lancé.
En 1913, il y a environ 500 étudiants dans le collège. En 1924, le collège commence des cours de formation professionnelle à la charia, à l’ingénierie, à la formation des enseignants, au travail de bureau, à la comptabilité et aux sciences. Des cours d’enseignement post-secondaire en sciences, en arts, en génie, en sciences vétérinaires et en droit sont lancés en 1938. Il existe des liens étroits entre les cours et les départements du gouvernement soudanais, où il est prévu que les étudiants travaillent après avoir obtenu leur diplôme. Au début de 1945, toutes ces écoles sont regroupées dans un arrangement spécial avec l'université de Londres et l'enseignement secondaire est transféré ailleurs. En 1948, le collège compte 262 étudiants.
En 1951, le Gordon Memorial College est fusionné avec la Kitchener School of Medicine (en) (créée en 1924) pour fonder l'University College Khartoum. L'université de Londres organise cependant les examens et décerne les diplômes. En 1956, le University College devient l’université de Khartoum, totalement indépendante. L'université de Khartoum prétend être la plus ancienne université du Soudan basée sur la fondation du Gordon Memorial College en 1902.
Le collège offrait un enseignement de haut niveau à ses étudiants issus de tous les horizons de la jeunesse soudanaise, ce qui leur permettait de bénéficier de ce type d’enseignement qui n’était auparavant disponible que dans les grandes universités européennes. De nombreux premiers ministres et généraux soudanais y ont étudié, notamment Mahmoud Mohamed Taha, Muhammad Ahmad Mahgoub (en), Sirr Al-Khatim Al-Khalifa, Babiker Awadalla et Ibrahim Abboud ; le premier Premier ministre du Soudan, Ismaïl al-Azhari, y a étudié, mais a été diplômé de l'université américaine de Beyrouth.
Le chercheur palestinien Ihsan Abbas a également commencé à enseigner au Collège et a continué au sein de l'université de Khartoum.
Des artistes connus y ont également étudié, comme Osman Waqialla et Ibrahim el-Salahi.